# Oliarus pundaloyensis
Oliarus pundaloyensis är en insektsart som beskrevs av Van Stalle 1991. Oliarus pundaloyensis ingår i släktet Oliarus och familjen kilstritar. Inga underarter finns listade i Catalogue of Life.